# Front Cover
Front Cover ist ein Filmdrama des Hongkonger Regisseurs Ray Yeung aus dem Jahr 2015. Im Film wird der homosexuelle Stylist Ryan durch die Begegnung mit dem chinesischen Schauspieler Ning mit seinem eigenen chinesischen Erbe konfrontiert. Der Film wurde auf diversen Festivals gezeigt und von der Kritik positiv aufgenommen.

## Handlung
Ryan ist als Sohn chinesischer Eltern in einfachen Verhältnissen in den USA aufgewachsen. Nachdem er sowohl wegen seiner Homosexualität als auch wegen seiner Herkunft in seiner Kindheit und Jugend Mobbing und Diskriminierung ausgesetzt war, hat er sich von seinem chinesischen Erbe distanziert und verkehrt bevorzugt nur noch mit Weißen, um so leichter den sozialen Aufstieg zu schaffen. Er beschreibt sich selbst als „potato queen“, also als sexuell exklusiv an weißen Männern interessiert. Er arbeitet in der New Yorker Modebranche als Assistent der Stylistin Francesca.
Als Francesca ein Fotoshooting mit dem chinesischen Filmstar Ning für ein angesehenes Modemagazin arrangieren soll, erhält Ryan den Auftrag, da Ning nur mit einem chinesischen Stylisten arbeiten will. Die beiden Männer haben zunächst große Schwierigkeiten, zusammenzuarbeiten, da Nings Patriotismus und Homophobie sowie Ryans Auftreten und sein verwestlichter Blick für Spannungen sorgen. Während der gemeinsamen Arbeit lernen sie einander besser kennen und verstehen. Besonders ein Besuch bei Ryans Eltern und Großmutter auf Staten Island bringt die beiden näher zusammen.
Das Fotoshooting ist trotz Unstimmigkeiten mit dem Fotografen ein Erfolg. Schließlich haben Ryan und Ning nach einem gemeinsamen Clubbesuch Sex. Ning erzählt, dass er seine Homosexualität in China vor der Öffentlichkeit versteckt halten muss, da seine Karriere ansonsten beendet wäre. Ryan merkt, dass er Gefühle für Ning entwickelt und überlegt, diesem nach China zu folgen. Doch dann veröffentlicht eine Boulevardzeitung kompromittierende Fotos von Ryan und Ning. Ning will alles abstreiten, um seine Karriere zu retten, und auch seine Freundin reist zu seiner Unterstützung aus China an.
Ryan ist verletzt und ringt mit sich selbst, beschließt aber am Ende, bei einer Pressekonferenz Nings Version der Geschichte zu bestätigen. Die beiden gehen danach in gegenseitigem Verständnis auseinander. Am Ende des Films ist zu sehen, wie Ryan auf seinem üblichen Weg durch New York Chinatown nicht mehr meidet.

## Veröffentlichung
Front Cover wurde erstmals 2015 beim Seattle International Film Festival gezeigt. Es folgten Aufführungen bei einer Vielzahl weiterer Festivals, darunter das Chicago International Film Festival, das Frameline Filmfestival (San Francisco) und das Outfest (Los Angeles).
Der Film wurde schließlich im Verleih von Strand Releasing im August 2016 in den USA sowie im Verleih von Edko Films im Oktober 2016 in Hongkong veröffentlicht.

## Rezeption
Front Cover wurde von der Kritik generell positiv bewertet.
Godfrey Cheshire vergab auf RogerEbert.com drei von vier möglichen Sternen und beschrieb den Film als „gut geschriebene und gespielte schwule Liebesgeschichte“, bei der Yeungs „subtiles und sicheres“ Drehbuch einen „glaubhaft nuancierten“ „emotionalen Bogen“ zu schlagen wisse. Auch wenn der Film den „Konventionen romantischer Melodramen“ verpflichtet sei, bleibe er durchgehend aus kulturellen Perspektiven faszinierend. Chesire zog auch Parallelen zu Ang Lees Film Das Hochzeitsbankett, im Gegensatz zu dem in Front Cover überraschenderweise die chinesische Perspektive und chinesische Werte Vorrang erhalten würden.
Robyn Bahr lobte Front Cover in der Village Voice für seine „umsichtige Erkundung von Rassismus, Homophobie und Xenophobie“. Yeung bewege sich mit dem ambitionierten Drama auf einer „feinen Linie zwischen romantischer Komödie und queerer Tragödie“. In der New York Times befand Jeannette Catsoulis den Film zwar als „zu unerheblich, um in Erinnerung zu bleiben“, hob allerdings positiv hervor, dass er einen „behutsamen, bedächtigen Blick auf den Kreuzungspunkt von ethnischer und sexueller Identität“ werfe.

## Auszeichnungen (Auswahl)
- Preis für das beste Drehbuch (Ray Yeung) beim FilmOut San Diego Film Festival (2016)[7]
- Jurypreis für den besten inländischen Spielfilm beim Outflix Film Festival Memphis (2016)[8]
- Publikumspreis für den besten Spielfilm beim Boston Asian American Film Festival (2016)[9]
- Preis für den besten Schauspieler (James Chen) beim Golden Koala Chinese Film Festival (2017)[10]

## Belege
1. ↑  TIFF: Ray Yeung’s ‘Front Cover’ Goes to Strand Releasing. In: The Hollywood Reporter. Abgerufen am 9. November 2019 (englisch).
2. ↑  Patrick Frater: Busan: Edko Films Snags ‘Cover’ Rights. In: Variety. 3. Oktober 2015, abgerufen am 9. November 2019 (englisch).
3. ↑  Front Cover. In: Rotten Tomatoes. Fandango, abgerufen am 20. November 2021 (englisch).
4. ↑  Godfrey Cheshire: Front Cover movie review & film summary (2016). In: rogerebert.com. 5. August 2016, abgerufen am 20. November 2021 (englisch).
5. ↑  Robyn Bahr: Queer Rom-Com(ish) Drama ‘Front Cover’ Is an Ambitious Breakthrough. In: The Village Voice. 2. August 2016, abgerufen am 20. November 2021.
6. ↑  Jeanette Catsoulis: Review: In 'Front Cover,' Struggling for Self-Acceptance. In: The New York Times. 4. August 2016, abgerufen am 29. März 2019 (englisch).
7. ↑  2016 LGBT FilmOut Film Festival Awards. FilmOut San Diego, archiviert vom Original (nicht mehr online verfügbar) am 20. November 2021; abgerufen am 20. November 2021.  Info: Der Archivlink wurde automatisch eingesetzt und noch nicht geprüft. Bitte prüfe Original- und Archivlink gemäß Anleitung und entferne dann diesen Hinweis.
8. ↑  Outflix 2016 Award Winners! OUTMemphis, 16. September 2016, abgerufen am 20. November 2021 (englisch).
9. ↑  News & Press. Boston Asian American Film Festival, archiviert vom Original (nicht mehr online verfügbar) am 20. November 2021; abgerufen am 20. November 2021.  Info: Der Archivlink wurde automatisch eingesetzt und noch nicht geprüft. Bitte prüfe Original- und Archivlink gemäß Anleitung und entferne dann diesen Hinweis.
10. ↑  2017 award list. Golden Koala Chinese Film Festival, abgerufen am 20. November 2021 (englisch).